# Henri Filhol
Henri Filhol, född 1843 i Toulouse, död 1902, var en fransk zoolog.

## Fotnoter
1. ↑  Léonoredatabasen, Frankrikes kulturministerium, Léonore-ID: LH//971/60, läst: 9 oktober 2017.[källa från Wikidata]
2. 1 2  Académie nationale de médecine, Académie nationale de médecine-ID: 1313, läst: 9 oktober 2017.[källa från Wikidata]
3. 1 2  Base biographique, Bibliothèque interuniversitaire de santé, BIU Santé person-ID: 6243.[källa från Wikidata]
4. 1 2  Bibliothèque nationale de France, BnF Catalogue général : öppen dataplattform, id-nummer i Frankrikes nationalbiblioteks katalog: 133433981, läst: 26 juni 2020.[källa från Wikidata]
5. ↑  läs online, www.royalsociety.org.nz .[källa från Wikidata]
6. 1 2  Léonoredatabasen, Frankrikes kulturministerium, läs online, läst: 4 december 2016.[källa från Wikidata]